# Minqiao (köpinghuvudort i Kina, Jiangsu Sheng, lat 32,90, long 119,17)
Minqiao (kinesiska: 闵桥, 闵桥镇) är en köpinghuvudort i Kina. Den ligger i provinsen Jiangsu, i den östra delen av landet, omkring 99 kilometer norr om provinshuvudstaden Nanjing. Antalet invånare är 18 312. Befolkningen består av 9 699 kvinnor och 8 613 män. Barn under 15 år utgör 8,0 %, vuxna 15-64 år 71 %, och äldre över 65 år 19,0 %.
Runt Minqiao är det tätbefolkat, med 511 invånare per kvadratkilometer. Närmaste större samhälle är Jinnan, 13,3 km väster om Minqiao. Trakten runt Minqiao består till största delen av jordbruksmark.
Genomsnittlig årsnederbörd är 1 294 millimeter. Den regnigaste månaden är juli, med i genomsnitt 289 mm nederbörd, och den torraste är december, med 30 mm nederbörd.